# Javier Manquillo
Javier Manquillo Gaitán (Madrid, 1994. május 5. –) spanyol profi labdarúgó, posztját tekintve hátvéd. A La Ligában szereplő Celta Vigo játékosa.

## Pályafutása

### Atlético Madrid

#### Ifjúsági karrier
A madridi születésű Javier, szülővárosában kezdte meg karrierjét ikertestvérével, Víctorral.
2007 közepén a Real Madrid-tól az Atlético de Madrid akadémiájára szerződtek.

#### A felnőttcsapatban
2011. december 8-án mutatkozott be kezdőket az Albacete Balompié elleni 2–1-s idegenbeli Spanyol Kupa mérkőzésen.
2012. december 6-án lépett pályára először nemzetközi kupasorozatban az Európa Ligában a cseh Viktoria Plzen ellen. 
December 9-én debütált a bajnokságban a Deportivo La Coruna elleni 6–0-s hazai találkozón, csereként a 73. percben Filipe Luís-t váltva.
2013. szeptember 3-án meghosszabbították a szerződését, 2018 júniusáig.
2014. február 11-én a Spanyol Kupa elődöntő 2. szakaszában a Real Madrid ellen a 44. percben nyakcsigolyatörést szenvedett, amikor Cristiano Ronaldoval ütközött egy fejpárbajt követően, majd a nyakára esett.
(Az orvosi vizsgálatok után kiderült, hogy Manquillo C7-es jobb nyakcsigolyája tört el az eset során, aminek következtében hozzávetőlegesen négy-hat hét kihagyás vár rá.)

### Liverpool FC
2014. augusztus 6-án jelentették be, hogy megegyeztek az Atletico Madrid csapatával, és két idényre kölcsönadják Javier-t.
Augusztus 17-én debütált a csapatban és a teljes 90 percet végigjátszotta, egy 2–1-s bajnoki mérkőzésen a Southampton ellen.
A Bajnokok Ligájában szeptember 16-án lépett pályára a Ludogorets elleni 2–1-s találkozón az utolsó percekben gólpasszt adott Steven Gerrard-nak. Egy héttel később játszotta első Angol Ligakupa mérkőzését a Middlesbrough ellen. Amelyen a rendesjátékidő 2–2-vel ért véget ezért tizenegyespárbajra került sor, amit higgadtan értékesített, a mérkőzés 16–15-ös továbbjutást eredményezett.
2015. január 5-én az Angol Kupában is bemutatkozott az AFC Wimbledon  elleni 1–2-s idegenbeli kupameccsen, ahol ismét asszisztot jegyzett.
Mivel a szezon második felében kevés játéklehetőséget kapott, ezért az Atlético Madrid felbontotta a kölcsönszerződést a Liverpoollal szemben.

### Marseille
2015. július 27-én kölcsönben érkezett, az Atlético de Madrid csapatától, a 2015/16-os szezonra.
Augusztus 23-án lépett pályára első alkalommal a csapatban, a bajnokság 3. fordulójában a Troyes elleni 6–0-s hazai találkozón.
November 5-én debütált Marseille színeiben az Európa Ligában, az SC Braga ellen.
2016. május 21-én utolsó alkalommal lépett pályára a csapatban, a Francia Kupa döntőjében a PSG ellen.

### Sunderland
2016. augusztus 25-én kölcsönbe érkezett a 2016/17-es szezonra.
Két nappal később szerződtetése után kezdőket debütált a Southampton elleni 1–1-s bajnoki mérkőzésen. 2017. január 7-én az Angol Kupában a Burnley FC ellen debütált a csapatban.
Utolsó mérkőzését a Chelsea ellen játszotta, amelyen a 3. percben megszerezte első gólját a Sunderland színeiben.

### Newcastle United
2017. július 21-én három évre, azaz 2020 nyaráig szerződtette a Premier League-ben szereplő együttes.
Augusztus 13-án a Tottenham elleni bajnoki mérkőzésen debütált kezdőként a csapatban.
2020. június 25-én további 4 évre meghosszabbították a szerződését, 2024 nyaráig.
2021. szeptember 11-én jegyezte első gólját, a Manchester United ellen.

### Celta Vigo
2024. január 21-én kevesebb, mint 10 év után tért vissza ismét hazájába, ezúttal a galiciai együttesbe. Az átigazolás ingyenes volt, és 1,5 évre írt alá.

## Válogatott karrier
Tagja volt annak a Spanyol U19-es válogatottnak, amely megnyerte a 2012-es U19-es Európa Bajnokságot. És szintén tagja volt annak az U20-as válogatottnak, amely képviselte Spanyolországot a 2013-as U20-as világbajnokságon. 
2014-ben debütált a Spanyol U21-es csapatban, Magyarország ellen a 2015-ös U21-es Európa Bajnokság selejtezőkörében.

## Statisztika
2024. január 28-i állapot szerint.
| Klub                 | Szezon             | Bajnokság        | Bajnokság | Bajnokság | Kupa  | Kupa  | Ligakupa | Ligakupa | Nemzetközi | Nemzetközi | Egyéb | Egyéb | Összes | Összes |
| Klub                 | Szezon             | Liga             | Mérk.     | Gólok     | Mérk. | Gólok | Mérk.    | Gólok    | Mérk.      | Gólok      | Mérk. | Gólok | Mérk.  | Gólok  |
| -------------------- | ------------------ | ---------------- | --------- | --------- | ----- | ----- | -------- | -------- | ---------- | ---------- | ----- | ----- | ------ | ------ |
| Atlético Madrid      | 2011–12            | La Liga          | 0         | 0         | 1     | 0     | —        | —        | 0          | 0          | —     | —     | 1      | 0      |
| Atlético Madrid      | 2012–13            | La Liga          | 3         | 0         | 4     | 0     | —        | —        | 2          | 0          | —     | —     | 9      | 0      |
| Atlético Madrid      | 2013–14            | La Liga          | 3         | 0         | 3     | 0     | —        | —        | 1          | 0          | —     | —     | 7      | 0      |
| Atlético Madrid      | Összesen           | Összesen         | 6         | 0         | 8     | 0     | —        | —        | 3          | 0          | —     | —     | 17     | 0      |
| Atlético Madrid B    | Segunda División B | 2011–12          | 13        | 0         | —     | —     | —        | —        | —          | —          | —     | —     | 13     | 0      |
| Atlético Madrid B    | Segunda División B | 2012–13          | 29        | 0         | —     | —     | —        | —        | —          | —          | —     | —     | 29     | 0      |
| Atlético Madrid B    | Összesen           | Összesen         | 42        | 0         | —     | —     | —        | —        | —          | —          | —     | —     | 42     | 0      |
| Liverpool (kölcsön)  | 2014–15            | Premier League   | 10        | 0         | 2     | 0     | 2        | 0        | 5          | 0          | —     | —     | 19     | 0      |
| Liverpool (kölcsön)  | Összesen           | Összesen         | 10        | 0         | 2     | 0     | 2        | 0        | 5          | 0          | —     | —     | 19     | 0      |
| Marseille (kölcsön)  | 2015–16            | Ligue 1          | 31        | 0         | 6     | 0     | 2        | 0        | 4          | 0          | —     | —     | 43     | 0      |
| Marseille (kölcsön)  | Összesen           | Összesen         | 31        | 0         | 6     | 0     | 2        | 0        | 4          | 0          | —     | —     | 43     | 0      |
| Sunderland (kölcsön) | 2016–17            | Premier League   | 20        | 1         | 2     | 0     | 0        | 0        | —          | —          | —     | —     | 22     | 1      |
| Sunderland (kölcsön) | Összesen           | Összesen         | 20        | 1         | 2     | 0     | 0        | 0        | —          | —          | —     | —     | 22     | 1      |
| Newcastle United     | 2017–18            | Premier League   | 21        | 0         | 2     | 0     | 0        | 0        | —          | —          | —     | —     | 23     | 0      |
| Newcastle United     | 2018–19            | Premier League   | 18        | 0         | 3     | 0     | 0        | 0        | —          | —          | —     | —     | 21     | 0      |
| Newcastle United     | 2019–20            | Premier League   | 21        | 0         | 2     | 0     | 1        | 0        | —          | —          | —     | —     | 24     | 0      |
| Newcastle United     | 2020–21            | Premier League   | 13        | 0         | 0     | 0     | 2        | 0        | —          | —          | —     | —     | 15     | 0      |
| Newcastle United     | 2021–22            | Premier League   | 19        | 1         | 1     | 0     | 1        | 0        | —          | —          | —     | —     | 21     | 1      |
| Newcastle United     | 2022–23            | Premier League   | 4         | 0         | 1     | 0     | 1        | 0        | —          | —          | —     | —     | 6      | 0      |
| Newcastle United     | Összesen           | Összesen         | 96        | 1         | 9     | 0     | 6        | 0        | —          | —          | —     | —     | 110    | 1      |
| Celta Vigo           | 2023/24            | La Liga          | 0         | 0         | —     | —     | —        | —        | —          | —          | —     | —     | 0      | 0      |
| Celta Vigo           | Összesen           | Összesen         | 0         | 0         | 0     | 0     | —        | —        | 0          | 0          | —     | —     | 0      | 0      |
| Karrier Összesen     | Karrier Összesen   | Karrier Összesen | 205       | 2         | 27    | 0     | 9        | 0        | 12         | 0          | —     | —     | 253    | 2      |

Jegyzetek
1. 1 2  Mérkőzése(i) a(z) Európa Ligában
2. ↑  Mérkőzése(i) a(z) Bajnokok Ligájában
3. ↑  Mérkőzése(i) a(z) Bajnokok Ligájában: (négy mérkőzés) és a(z) Európa Ligában: (egy mérkőzés)

## Sikerei, díjai
- Atlético Madrid
  - Copa del Rey: 2012/13
  - La Liga: 2013/14

#### Spanyolország
- U19-es Európa-bajnokság: 2012